# Bahnhof Fröndenberg
Der Bahnhof Fröndenberg ist ein Keilbahnhof an den Bahnstrecken Fröndenberg–Unna und Letmathe–Fröndenberg sowie der Oberen Ruhrtalbahn. Er liegt im Süden der Stadt Fröndenberg nahe der Ruhr.

## Geschichte

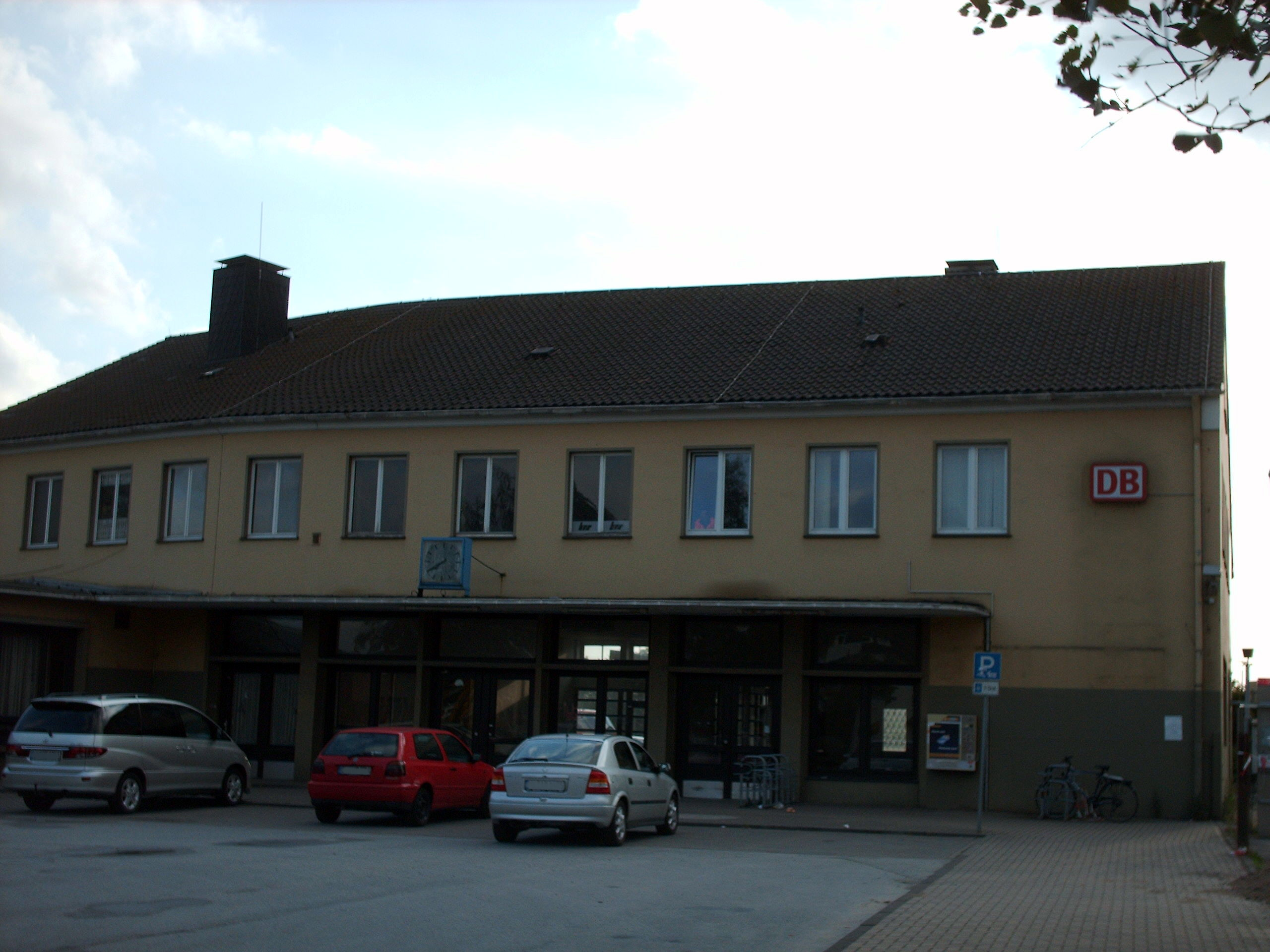
Eingangsbereich des Bahnhofs

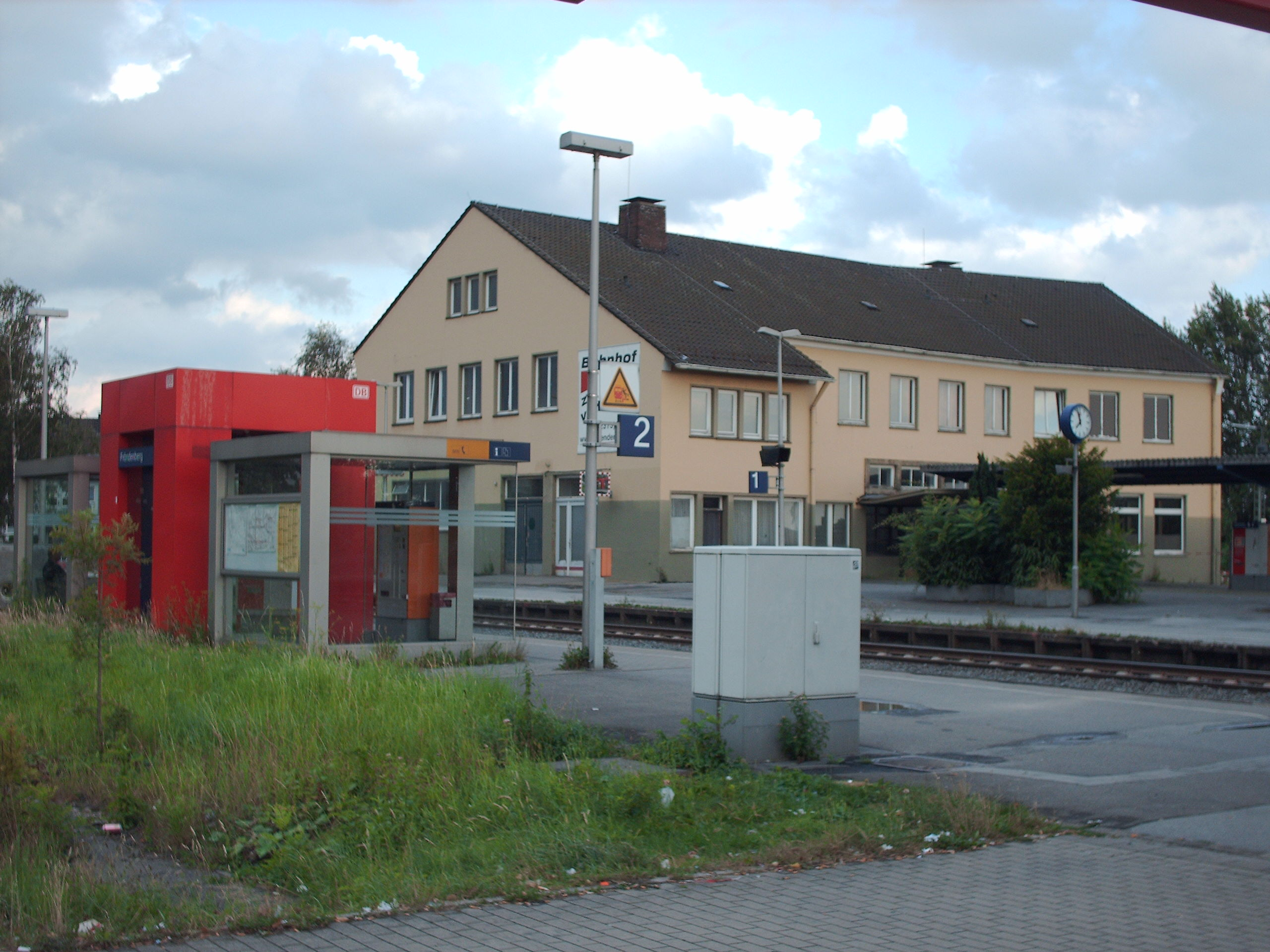
Nordseite des Bahnhofs mit einem „PlusPunkt“ an Gleis 2 (Ruhrtalbahn)

Mit Eröffnung des Streckenabschnitts von Schwerte nach Arnsberg der Oberen Ruhrtalbahn durch die Bergisch-Märkische Eisenbahngesellschaft (BME) erhielt die heutige Stadt Fröndenberg im Juni 1870 ihren ersten Eisenbahnanschluss. Nahe dem damaligen Dorf Fröndenberg, das den heutigen Stadtkern darstellt, wurde eine Bahnstation eingerichtet.
Etwa zwei Jahre später, am 7. August 1872, wurde ebenfalls durch die BME die von Fröndenberg aus zunächst bis Menden erbaute Nebenstrecke eröffnet, die später nach Neuenrade und Iserlohn weitergeführt wurde. Diese Bahnstrecke erhielt eigene Bahnsteiggleise (Gleise 11 ff.) südlich der durchgehenden Hauptstrecke, die im Westen mit denen der Ruhrtalbahn zusammengeführt wurden. Somit wurde der Fröndenberger Bahnhof zu einem Keilbahnhof ausgebaut. Im Südosten des Bahnhofs entstand ein Betriebswerk (Bw), in dem vorwiegend die Lokomotiven für die Bahnstrecke Letmathe–Fröndenberg beheimatet wurden.
Im Jahr 1899 folgte die Verbindung in Richtung Unna über Ardey und Frömern als dritte von Fröndenberg ausgehende Bahnstrecke. Diese Strecke zweigt westlich des Bahnhofs von der Hauptstrecke ab, sodass durchgehende Verbindungen zwischen Unna und Menden möglich sind.
Im Süden des Bahnhofs entstanden neben den Bahnsteigen der Strecke aus Letmathe mehrere Gütergleise sowie ein Ablaufberg, die Stückgutverladung sowie Laderampen befanden sich hingegen auf der Nordseite. Ein Gleisanschluss zu einem Landhandel bestand direkt neben dem Betriebswerk.
1954 wurde das Bw Fröndenberg geschlossen, die Fahrzeuge wurden nun von Schwerte und Letmathe eingesetzt. Drei Jahre später folgte der Neubau des nach 1945 abgerissenen Empfangsgebäudes, das nun den Winkel zwischen den Strecken nach Arnsberg und Menden ausfüllt. Ein Anbau mit Sozialräumen für weiterhin ab Fröndenberg eingesetztes Personal befindet sich an der Südostseite, Bahnsteigdächer wurden von diesem Gebäude ausgehend zum Hausbahnsteig auf der Mendener Seite (Gleis 11) und auf dem dortigen Mittelbahnsteig (Gleis 12/13) gebaut.
1989 wurden die drei vorhandenen Stellwerke „Ff“ (Fröndenberg Fahrdienstleiter, auf dem Hausbahnsteig), „Fo“ und „Fw“ (Fröndenberg Ost bzw. West) verschiedener älterer Bauarten durch ein Relaisstellwerk ersetzt, das wiederum die Bezeichnung „Ff“ erhielt. Von hier aus werden seit 2000 bzw. 2001 bzw. 2002 auch die Bahnhöfe Langschede, Schwerte Ost und Wickede (Ruhr) gesteuert.
Nach der Aufgabe des Stückgutverkehrs wurden die Güteranlagen auf dem Bahnhof Fröndenberg überflüssig und größtenteils abgebaut, ebenso das Gleis 3. Heute befinden sich auf der Nordseite eine Bushaltestelle, eine P&R-Anlage sowie der Parkplatz eines Supermarktes. Im Jahr 2005 verkaufte die Deutsche Bahn das Bahnhofsgebäude an die Stadt Fröndenberg, die es 2008 der AWO überließ. Diese baute das Gebäude um und richtete eine Radstation inklusive eines Hotels mit sechs Zimmern ein, was leider nur zu mittelmäßigen Erfolgen geführt hat. Für den Fahrkartenverkauf wurden Automaten aufgestellt, ebenso errichtete die Deutsche Post im Jahr 2009 eine Packstation am Bahnhof Fröndenberg. 
Am 1. Januar 2015 erwarb die Firma Interconsult UG (haftungsbeschränkt) das Bahnhofsgebäude von der AWO. 
Das Bahnhofsgebäude wurde sowohl 2015 als auch 2018 aufwendig renoviert und umgebaut. Seit 2019 befinden sich im 1. und 2. Obergeschoss die Flächen des digital Campus Fröndenberg mit dem Namen gleisvierpunktnull. Dieses Projekt ist ein Zusammenschluss moderner und innovativer Unternehmen rund um die Themen Digitalisierung, Marketing, e-Commerce und kreatives Schaffen. Durch neu gebildete Coworking Spaces haben sich renommierte Unternehmen wie der Sportgeräte Hersteller N&Wcurve aus Italien bereits niedergelassen.
Im Empfangsgebäude befinden sich außerdem eine Physiopraxis und ein Fitnessstudio der Firma level up. 
Ab Anfang 2015 wurde eine Modernisierung des Bahnhofs im Rahmen der „Modernisierungsoffensive 2“ der Deutschen Bahn durchgeführt. Hierbei wurden die zuvor 38 cm hohen Bahnsteige auf die Standardhöhe von 76 cm gebracht.
Die Strecke nach Unna kann seit Sommer 2022 nicht befahren werden, da der Bahndamm durch Dachse beschädigt wurde. Seitdem findet Schienenersatzverkehr statt.

## Bedienungsangebot

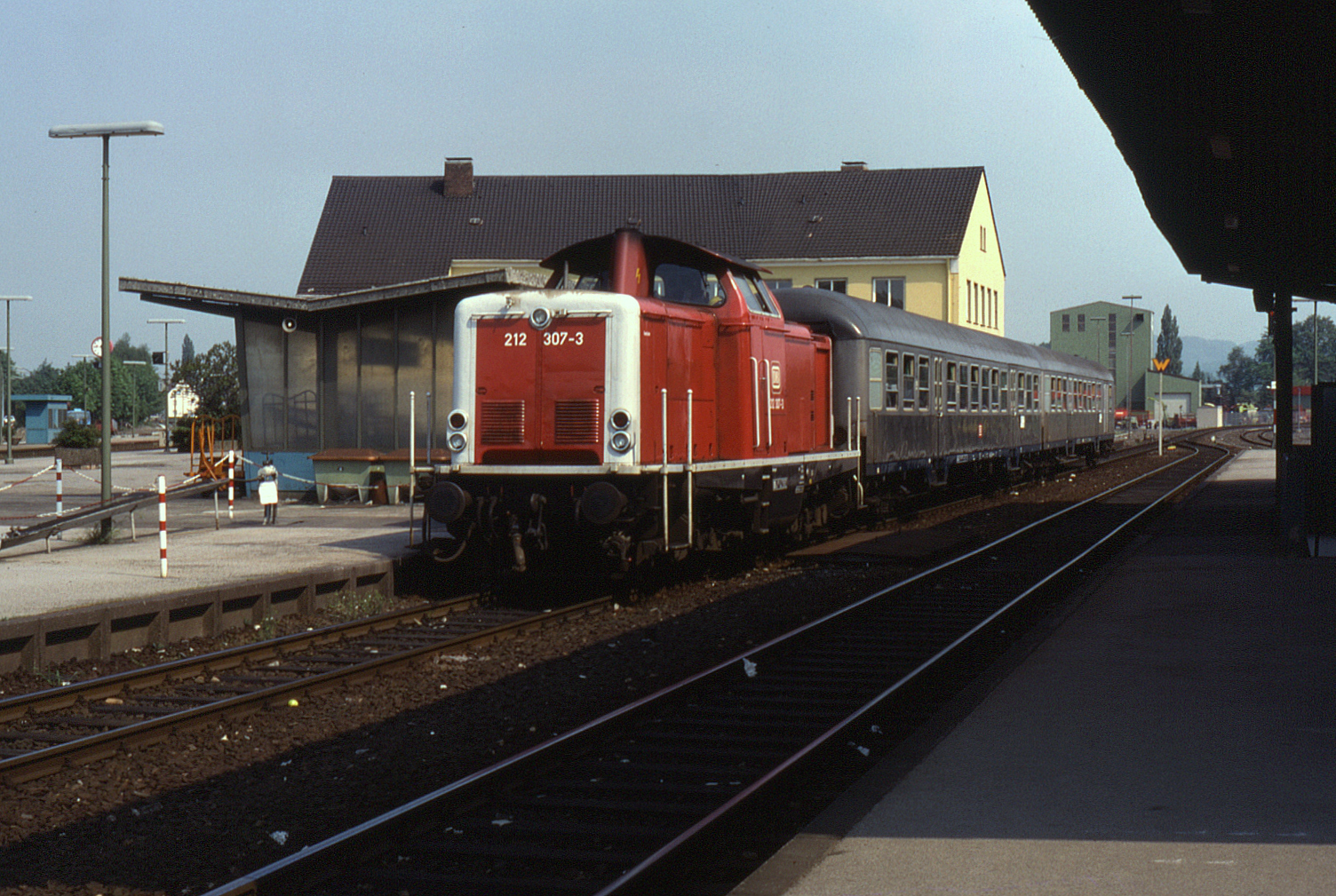
Zugverkehr im Jahr 1990

Der Bahnhof Fröndenberg wird im Bahnverkehr von folgenden Linien angefahren:
| Linie | Linienverlauf | Takt |
| ----- | --- | --- |
| RE 17 | Sauerland-Express: Hagen Hbf – Schwerte (Ruhr) – Fröndenberg – Wickede (Ruhr) – Neheim-Hüsten – Arnsberg – Oeventrop – Freienohl – Meschede – Bestwig – Olsberg – Brilon Wald Linienast 1: – Brilon Stadt Linienast 2: – Hoppecke – Messinghausen – Beringhausen – Bredelar – Marsberg – Westheim (Westf) – Scherfede – Warburg (Westf) Linienast 3: – Willingen Stand: Fahrplanwechsel Dezember 2024 | 60 min Hagen – Brilon Stadt morgens Hagen – Warburg Clubsaison Hagen – Willingen                                              |
| RE 57 | Dortmund-Sauerland-Express: Dortmund Hbf – (Dortmund Signal-Iduna Park)* – Dortmund-Hörde – (Dortmund Aplerbeck Süd – Schwerte)* – Fröndenberg – Wickede (Ruhr) – Neheim-Hüsten – Arnsberg (Westf) – Oeventrop – Freienohl – Meschede – Bestwig Linienast 1: – Olsberg – Brilon Wald – Hoppecke – Messinghausen – Beringhausen – Bredelar – Marsberg – Westheim (Westf) – Scherfede – Warburg (Westf) Linienast 2: – Bigge – Siedlinghausen – Silbach – Winterberg (Westf) Linienast 3: – Olsberg – Brilon Wald – Brilon Stadt * Halt abends Stand: Fahrplanwechsel Dezember 2024 | 60 min (Dortmund–Bestwig) 60 min (Bestwig – Warburg) 120 min (Bestwig–Winterberg) Einzelzüge morgens, abends (Bestwig–Brilon) |
| RB 54 | Hönnetal-Bahn Unna – Fröndenberg-Frömern – Ardey – Fröndenberg – Bösperde – Menden (Sauerland) – Menden (Sauerland) Süd – Lendringsen – Binolen – Volkringhausen – Sanssouci – Balve – Garbeck – Küntrop – Neuenrade (aufgrund von Dachsschäden am Bahndamm längerfristig im Schienenersatzverkehr zwischen Unna und Fröndenberg) Stand: Fahrplanwechsel Dezember 2023 | 60 min (werktags) 120 min (sonn- und feiertags) 20/40 min (Fröndenberg–Menden werktags)                                       |